# Kevin Rushton
Kevin Rushton (1957) è un attore e stuntman canadese.

## Biografia
Di origine canadese, Kevin è sempre stato attivo da bambino, partecipando a tutte le varietà di sport, dall'hockey al calcio. In seguito, ormai maggiorenne, fu Linebacker per i Toronto Argonauts; inoltre giocò insieme agli Stingers Saracuse nello sport nazionale canadese: il Lacrosse.
Ha iniziato poi a perseguire il suo amore per la recitazione, prima di iniziare a fare il paramedico. Dopo un certo periodo però, capì che non poteva svolgere due lavori alla volta (attore e paramedico), e decise quindi di dimettersi dal corpo dell'ambulanza, dopo 21 anni di servizio, nel 1996.
Dopo aver cominciato a dedicarsi alla recitazione a tempo pieno, apparì in diversi film, tra i quali Will Hunting - Genio ribelle, X-Men - Conflitto finale, e L'incredibile Hulk.

## Filmografia

### Attore
- Relic Hunter – serie TV, episodi 2x15-3x03 (2001)
- X-Men - Conflitto finale (2006)
- Will Hunting - Genio ribelle (1997)
- L'incredibile Hulk (2008)

### Stuntman
- Matrimonio impossibile (2003)
- The Day After Tomorrow - L'alba del giorno dopo (2004)
- Missione tata (2005)
- False verità (2005)
- Cinderella Man - Una ragione per lottare (2005)
- Shoot 'Em Up - Spara o muori! (2007)
- Red (2010)